# Robert Tombs
Robert Tombs, né le 5 mai 1949, est un historien britannique, professeur d'histoire au St John's College de l'université de Cambridge, spécialiste de la France du XIXe siècle, et plus particulièrement de la Commune de Paris. 

## Biographie
Ses travaux, consacrés notamment à la culture politique des milieux populaires, l'amènent à réviser un certain nombre de mythes associés à l'histoire de la Commune, ce en quoi il se rapproche des historiens français Jacques Rougerie et Jeanne Gaillard. Il s'intéresse aussi aux travaux des sociologues urbains, et pointe l'impact de transformations haussmanniennes de Paris. Mais il insiste aussi sur la dureté du siège de Paris sur les habitants et les jeunes générations parmi la population. Enfin, il examine également la place de la violence dans la politique en France.
Dans un de ses derniers ouvrages, The English and Their History: The First Thirteen Centuries, publié en 2014, ce spécialiste anglais de l'histoire de la France s'intéresse également à l'histoire de l'Angleterre. Ce périmètre anglais ne lui semble pas restrictif : il rappelle que l'Angleterre a été un royaume souverain pendant la plus grande partie de son histoire, et que ses relations avec la Scandinavie, avec la France, avec l'Espagne et avec les Pays-Bas par exemple, ont été plus importantes pour l'histoire anglaise que celles avec le Pays de Galles, l'Écosse et l'Irlande. Il retrace l'histoire de l'Angleterre en tant que royaume, puissance internationale, nation et pôle culturel. Outre les dirigeants, les institutions, les alliances et les conquêtes, il examine les idées, les émotions, les mots et les images qui constituent la mémoire et l'identité nationale,.

### Engagement politique
Universitaire engagé, Robert Tombs est l'un des premiers intellectuels à s’être investi dans la campagne pour le Brexit.
Il lance en 2021 le collectif History Reclaimed afin de « contester les assertions historiques fausses faites par des militants dans le débat public » sur l'histoire de l'Empire britannique, dont il défend l'héritage.

## Principaux ouvrages et articles
- (en) The War Against Paris 1871, Cambridge, CUP, 1981, 256 p. Traduction en français : La guerre contre Paris, 1871 [« The War against Paris, 1871 »]  (trad. de l'anglais par Jean-Pierre Ricard), Paris, Aubier, coll. « Collection historique », 1997, 380 p. (ISBN 2-7007-2272-8, présentation en ligne).
- (en) Thiers 1797-1877: A Political Life, avec J.P.T. Bury, Londres, Allen & Unwin, 1986, 307 p.
- (en) Nationhood and Nationalism in France before the Great War, Londres, Harper Collins, 1991, 286 p.
- (en) France 1814-1914, Londres, Longman, 1996, 590 p.
- (en) The Paris Commune, 1871, Londres, Longman, 1999, 244 p.
- (en) Cross-Channel Currents: 100 Years of the Entente Cordiale, Londres, Routledge, 2004.
- (en) That Sweet Enemy: The French and the British from the Sun King to the Present, avec Isabelle Tombs, Londres, W. Heinemann, 2006, 780 p.
- (fr) La France et le Royaume-Uni : Des ennemis intimes, avec Isabelle Tombs, Paris, Armand Colin, 2012[6].
- (en) Britain and France in Two World Wars: Truth, Myth and Memory, avec Emile Chabal, Londres, Bloomsbury, 2013.
- (fr)Paris, bivouac des révolutions. La Commune de 1871, Paris, Libertalia, 2014.
- The English and Their History: The First Thirteen Centuries, London, Penguin, 2014.